# اچ‌ام‌اس ویمبرل (یو۲۹)
اچ‌ام‌اس ویمبرل (یو۲۹) (به انگلیسی: HMS Whimbrel (U29)) یک کشتی است. این کشتی در سال ۱۹۴۲ ساخته شد.